# Bexbach
Bexbach è un comune del circondario del Saarpfalz, nella Saarland, Germania. È situato sul fiume Blies, approssimativamente a 6 km ad est di Neunkirchen ed a 25 km a nordest di Saarbrücken.
Dall'altura della frazione di Höchen sgorga la sorgente del fiume Glan.

## Amministrazione

### Gemellaggi
- Edenkoben, Germania dal 1936
- Goshen, USA dal 1979
- Pornichet, Francia dal 1985